# Two Man Sound
Two Man Sound is een Belgisch trio dat in de jaren zeventig succes boekte met ritmische nummers op basis van disco, samba en bossanova. Een grote hit oogstten zij met "Charlie Brown" in 1976. Eerder hadden zij (1971) een hit met Copacabana. Met een medley van Braziliaanse sambanummers op een discobeat, de Disco Samba, scoorden zijn in de jaren '80 een Europese hit. In Nederland was Disco Samba al in 1978 op plaat verschenen bij CNR. In 1980 was het een hit in de Nederlandse discotheken. In de zomer van 1986 werd het nummer gekozen tot TROS Paradeplaat en Veronica's Alarmschijf en bereikte het de negende plaats in de Nederlandse top-40.

## Bezetting
- Lou Deprijck, ook bekend van Lou & the Hollywood Bananas en als componist, producer en zanger van de nummers van Plastic Bertrand
- Sylvain Vanholme, voormalig lid van Wallace Collection
- Yvan Lacomblez, onder de bijnaam Pipou

## Discografie
- Rubo Negro (Pink Elephant, 1972)
- Charlie Brown (RKM, 1975)
- Oye Como Va (RKM, 1977)
- Disco samba (RKM, 1977)
- La Musica Latina (Reflejo, 1979)
- Latin Wave (Vogue, 1980)
- Two Man Sound (Vogue, 1980)
- Cha Cha Cha Non Stop (Hispavox, 1981)
- danser. (RKM, 1982)
- Disco Samba (RKM, 1986)
- Basic Tropical (Ariola, 1990)